# Петров, Андрей Евгеньевич (учёный)
Андре́й Евге́ньевич Петро́в (род. 1948, Магадан, Хабаровский край) — российский учёный. Доктор технических наук, профессор МИСиСа и "Дубны". Также альпинист, дважды вице-чемпион СНГ по альпинизму: за пик Победы, 7439 м (1999 год) и пик Конгур-Таг, 7719, Китай (2004 год), имеет титул «снежный барс». Главный редактор бюллетеня «Банки и финансы».

## Биография
В 1973 году окончил МИФИ по специальности «Экспериментальная ядерная физика» и с того же года по 1996 г. работал на кафедре кибернетики.
В 1974—1991 годах секретарь семинара «Искусственный интеллект» Л. Т. Кузина в МДНТП им. Ф. Э. Дзержинского, а также ряда семинаров «Интеллектуальные банки данных».
В 1985 году защитил в МИФИ кандидатскую диссертацию «Тензорный метод расчета сложных систем (на примере балансового планирования)». В том же году опубликовал книгу «Тензорная методология в теории систем».
В 1993—1996 гг. окончил докторантуру МИФИ и в 1998 году защитил докторскую диссертацию «Тензорный метод двойственных сетей».
Профессор кафедры системного анализа и управления Университета природы, общества и человека «Дубна». Действительный член РАЕН.
С 1995 года издает бюллетень «Банки и финансы» (ИА «Мобиле»), база данных которого стала основой ряда информационных продуктов в печатной и электронной форме. В частности ИАС «Банки и финансы», разработанная по заказу Банка России, которая содержит более 150 показателей каждого банка за период с 1998 года. На этой основе разработан рейтинг динамической финансовой стабильности, расчет которого для каждого банка позволил представить ежемесячный индекс состояния банковской системы России в целом. Результаты отражены в книге Рейтинги в экономике (методология и практика).
Главный редактор журнала «Устойчивое инновационное развитие: проектирование и управление».
Автор более 600 научных работ, восьми монографий.
С 1968 года работы по исследованию сложных систем, включая глобальную экономическую систему, на основе тензорного метода Крона, под руководством П. Г. Кузнецова, которого упоминал как произведшего на себя влияние. Член Оргкомитета международных симпозиумов «Пространство и время в эволюции глобальной системы природа-общество-человек» 2001 и 2002 гг., посвящённых памяти П. Г. Кузнецова.
С 1974 по 1978 год вместе с В. И. Хрипуновым перевел на русский язык фундаментальную работу Г. Крона «Тензорный анализ сетей» (под редакцией Л. Т. Кузина и П. Г. Кузнецова).
Опубликовал ряд статей по применению информационных и финансовых инструментов для достижения политических целей, а также, в соавторстве, книгу «Информационная и экономическая безопасность государства.» Учебно-методические пособие для государственных служащих.
Профессиональные интересы связаны с развитием тензорного метода исследования сложных систем, включая экономические системы и проблемы управления устойчивым развитием, исследованию двойственности систем с переменной структурой.
В 1970-х гг. изучал историю строительства логических машин в России. К этой работе автора привлек Г. Н. Поваров, который придумал название двух вариантов его книги «Теория систем Крона» (не разрешили опубликовать по соображениям политической конъюнктуры) и «Тензорная методология в теории систем». 1985. Г. Н. Поваров и В. А. Веников рекомендовали автору написать книгу о тензорном методе Крона.
В 1975—1998 гг. разработал тензорный метод двойственных сетей на основе нового инварианта изменения структуры (физический смысл закон сохранения потока энергии).
В 1986—1990 — разработка алгоритмов расчета сетей и сетевых моделей сложных систем по частям тензорным методом для параллельных расчетов, в интересах НИР по созданию системы управления страной при изменении внешних условий.

## Спортивные достижения
В молодые годы играл в регби. Ряд очерков посвящён первопрохождениям пещер Кавказа, высотным восхождениям, лыжным марафонам. Дважды вице-чемпион СНГ по альпинизму: за пик Победы, 7439 м (1999 год) и пик Конгур-Таг, 7719, Китай (2004 год). Имеет звания «Снежный барс» по альпинизму, дважды «Master Worldloppet Racer» за 20 международных лыжных марафонов.